# Hallaca
La hallaca, ou hayaca,, est un mets traditionnel vénézuélien, typique de Noël. Il s'agit d'une pâte de Maïs carrée généralement fourrée de viande de bœuf ou de porc, d'olives, de poivrons, de raisins secs et enfermée dans une feuille de bananier dans laquelle elle est cuite à l'eau bouillante. Sa préparation diffère sensiblement selon les régions du pays.

## Origine
Concernant l'origine de ce plat, il est dit que la hallaca provient des restes de nourriture que les Espagnols donnaient aux indigènes à l'époque coloniale. Mais d'autres affirment que les indigènes avaient déjà goûté la hallaca à cette époque-là.

## Préparation
La hallaca est un plat qui se prépare en trois parties : la préparation du ragout, la confection de la pâte et la cuisson. Ce plat typiquement vénézuélien,,,, contient, pour autant, des ingrédients asiatiques, européens, africains et latino-américains. La pâte se fait avec de la farine de maïs garnie du ragoût. Le ragout est à base de viande de bœuf, de poulet et de porc auquel on ajoute des raisins secs, des tomates, des oignons, de l'ail, des poivrons et bien d'autres ingrédients qui varient d'une famille à l'autre. La préparation est entourée de feuilles de banane plantain ficelée. Le tout est cuit à l'eau bouillante.